# Конаєвська міська адміністрація
Кона́євська міська адміністрація (каз. Қонаев қаласы әкімдігі, рос. Конаевская городская администрация) — адміністративна одиниця у складі Алматинської області Казахстану, прирівняна до району. Адміністративний центр — місто Конаєв.

## Населення
Населення — 62971 особа (2021 ; 48213 у 2009, 43290 у 1999, 47634 у 1989).
Національний склад (станом на 2010 рік):
- казахи — 32449 осіб (58,21%)
- росіяни — 18295 осіб (32,82%)
- корейці — 1318 осіб (2,36%)
- українці — 738 осіб
- уйгури — 589 осіб
- татари — 560 осіб
- німці — 541 особа
- чеченці — 236 осіб
- киргизи — 110 осіб
- білоруси — 96 осіб
- азербайджанці — 84 особи
- узбеки — 82 особи
- поляки — 81 особа
- греки — 28 осіб
- дунгани — 28 осіб
- курди — 23 особи
- турки — 23 особи
- інші — 466 осіб

## Історія
1998 року до складу Капчагайської міської адміністрації були включені територія Ілійського району площею 165,66 км², територія Талгарського району площею 1786,10 км², територія Єнбекшиказахського району площею 1311,57 км² та територія Кербулацького району площею 47,80 км². 2023 року зі складу адміністрації до складу Жетигенського сільського округу було передано Зарічний сільський округ (села Арна, Зарічне) та територію площею 109,62 км².

## Склад
До складу району входять місто Конаєв та сільський округ:
| Поселення                       | Площа, км² | Населення, осіб (1989) | Населення, осіб (1999) | Населення, осіб (2009) | Населення, осіб (2021) | Центр     | Населені пункти |
| ------------------------------- | ---------- | ---------------------- | ---------------------- | ---------------------- | ---------------------- | --------- | --------------- |
| місто Конаєв                    | -          | 38300                  | 33428                  | 39855                  | 54245                  | -         | 1               |
| Шенгельдинський сільський округ | -          | 9334                   | 9862                   | 8358                   | 8726                   | Шенгельди | 9               |

## Найбільші населені пункти
Населені пункти з чисельністю населення понад 1000 осіб:
| № | Населений пункт | Населення, осіб (1989) | Населення, осіб (1999) | Населення, осіб (2009) | Населення, осіб (2021) |
| - | --------------- | ---------------------- | ---------------------- | ---------------------- | ---------------------- |
| 1 | Конаєв          | 38 300                 | 33 428                 | 39 855                 | 54 245                 |
| 2 | Шенгельди       | 4 612                  | 4 938                  | 4 600                  | 4 885                  |
| 3 | Кербулак        | 1 796                  | 1 932                  | 1 543                  | 1 754                  |